# Населення Миколаєва
Населення Миколаєва станом на 1 березня 2015 року становило 494,4 тис. осіб або 42,5 % населення Миколаївської області. На початку 2014 р. за чисельністю населення серед міст України Миколаїв посідає 9-те місце.

## Історична динаміка
Динаміка зміни чисельності населення Миколаєва
| Рік  | Чисельність населення |
| ---- | --------------------- |
| 1792 | 1 566                 |
| 1863 | 64 600                |
| 1897 | 92 012                |
| 1911 | 105 000               |
| 1923 | 81 000                |
| 1926 | 104 909               |
| 1939 | 168 676               |
| 1959 | 226 207               |
| 1964 | 272 000               |
| 1966 | 289 000               |
| 1970 | 331 037               |
| 1979 | 439 915               |
| 1989 | 523 812               |
| 2001 | 509 102               |
| 2007 | 507 404               |
| 2012 | 497 032               |
| 2013 | 496 188               |
| 2014 | 494 922               |
| 2017 | 490 762               |
| 2018 | 486 255               |
| 2019 | 483 186               |
| 2020 | 480 080               |

## Райони міста
Динаміка чисельності населення районів Миколаєва у 1959—2008 рр.
| район       | 1959    | 1970    | 1979    | 1989    | 2001    | 2008    |
| ----------- | ------- | ------- | ------- | ------- | ------- | ------- |
| Заводський  | 40 292  | 73 359  | 115 567 | 131 778 | 132 341 | 131 569 |
| Корабельний | -       | -       | 59 489  | 85 018  | 83 457  | 79 896  |
| Інгульський | 101 930 | 136 945 | 137 046 | 148 814 | 144 127 | 142 288 |
| Центральний | 83 985  | 120 733 | 127 813 | 137 166 | 154 211 | 152 628 |
| Миколаїв    | 226 207 | 331 037 | 439 915 | 502 776 | 514 136 | 506 381 |

## Статево-вікова структура
За статтю у місті переважали жінки, яких за переписом 2001 року налічувалося 278 605 осіб (54,2 %), тоді як чоловіків 235 531 (45,8 %). Середній вік населення Миколаєва становив 38,6 років. Середній вік чоловіків на 4,1 роки менше ніж у жінок (36,4 і 40,5 відповідно). У віці молодшому за працездатний знаходилося 81 713 осіб (15,9 %), у працездатному віці — 321 283 осіб (62,5 %), у віці старшому за працездатний — 111 064 осіб (21,6 %).
Станом на 1 січня 2014 року статево-віковий розподіл населення Миколаєва був наступним:
| вік         | чоловіки | жінки   | обидві статі |
| ----------- | -------- | ------- | ------------ |
| 0-14        | 32 443   | 30 042  | 62 485       |
| 15-64       | 164 159  | 188 590 | 352 749      |
| 65 і старше | 25 700   | 49 493  | 75 193       |

## Національний склад
|          | 1926 | 1939 | 1959 | 1989 | 2001 |
| -------- | ---- | ---- | ---- | ---- | ---- |
| українці | 29,9 | 49,7 | 59,7 | 63,2 | 72,7 |
| росіяни  | 44,6 | 31,0 | 30,3 | 31,2 | 23,1 |
| євреї    | 20,8 | 15,2 | 6,8  | 2,1  | 0,5  |
| білоруси | 0,3  | 0,7  | 1,0  | 1,1  | 0,8  |
| болгари  | 0,2  | 0,6  | 0,6  | 0,8  | 0,8  |
| поляки   | 1,7  |      |      |      |      |
| німці    | 1,1  | 0,9  | 0,1  |      |      |

## Мовний склад
| мова       | 1897 | 1926 | 1989 | 2001 |
| ---------- | ---- | ---- | ---- | ---- |
| українська | 8,5  | 10,3 | 36,5 | 42,2 |
| російська  | 66,3 | 77,8 | 62,0 | 56,8 |
| єврейська  | 19,5 | 9,3  | 0,1  |      |

Етномовний склад районів Миколаєва за переписом 2001 року, %
|                 | українська | російська | болгарська | вірменська |
| --------------- | ---------- | --------- | ---------- | ---------- |
| Заводський р-н  | 37,5       | 61,7      | 0,04       | 0,15       |
| Корабельний р-н | 55,2       | 43,8      | 0,04       | 0,30       |
| Ленінський р-н  | 38,4       | 60,9      | 0,04       | 0,16       |
| Центральний р-н | 42,7       | 56,0      | 0,75       | 0,13       |
| Миколаїв        | 42,2       | 56,8      | 0,25       | 0,17       |

Українська мова є єдиною офіційною мовою міста.
Російське вторгнення в Україну спровокувало нову хвилю українізації у місті, дедалі більше у минулому російськомовних мешканців міста переходять на українську мову.
Згідно з опитуванням, проведеним Міжнародним республіканським інститутом у квітні-травні 2023 року, українською вдома розмовляли 30 % населення міста, російською — 61 %.
Згідно з опитуванням, проведеним Міжнародним республіканським інститутом у квітні-травні 2024 року, українською вдома розмовляли 49 % населення міста, російською — 75 % (на відміну від опитування 2023 року було дозволено вибір кількох варіантів).
17 червня 2022 року виконавчий комітет Миколаївської міської ради ухвалив рішення про заборону використання російської мови в комунальних закладах загальної середньої освіти м. Миколаєва з 1 вересня 2022 року.